# Complexe urbain de Thessalonique
Le complexe urbain de Thessalonique, en grec moderne : Πολεοδομικό συγκρότημα Θεσσαλονίκης / Poleodomikó syngrótima Thessaloníkis, est une zone urbaine élargie centrée sur la ville de Thessalonique, en Grèce. Elle peut également être désignée comme la ville de Thessalonique. Elle comprend sept dèmes du district régional de Thessalonique. Le complexe urbain est inclus dans l'aire métropolitaine de Thessalonique, avec un certain nombre d'autres dèmes et municipalités.

## Dèmes
|   | Dèmes               | Siège         | Unités municipales (anciens dèmes)   | Population |
| - | ------------------- | ------------- | ------------------------------------ | ---------- |
| 1 | Thessalonique       | Thessalonique | Thessalonique, Triandría             | 325 182    |
| 2 | Kordelió-Évosmos    | Évosmos       | Elefthério-Néo Kordelió, Évosmos     | 101 753    |
| 3 | Pávlos Melás        | Stavroúpoli   | Efkarpía, Políchni, Stavroúpoli      | 99 245     |
| 4 | Kalamariá           | Kalamariá     | -                                    | 91 518     |
| 5 | Neápoli-Sykiés      | Sykiés        | Ágios Pávlos, Neápoli, Péfka, Sykiés | 84 741     |
| 6 | Ambelókipi-Meneméni | Ambelókipi    | Ambelókipi, Meneméni                 | 52 127     |
| 7 | Pyléa-Chortiátis    | Panórama      | Asvestochóri, Exochí, Pyléa, Fílyron | 34 625     |